# Zisterzienserinnenabtei Les Franqueses

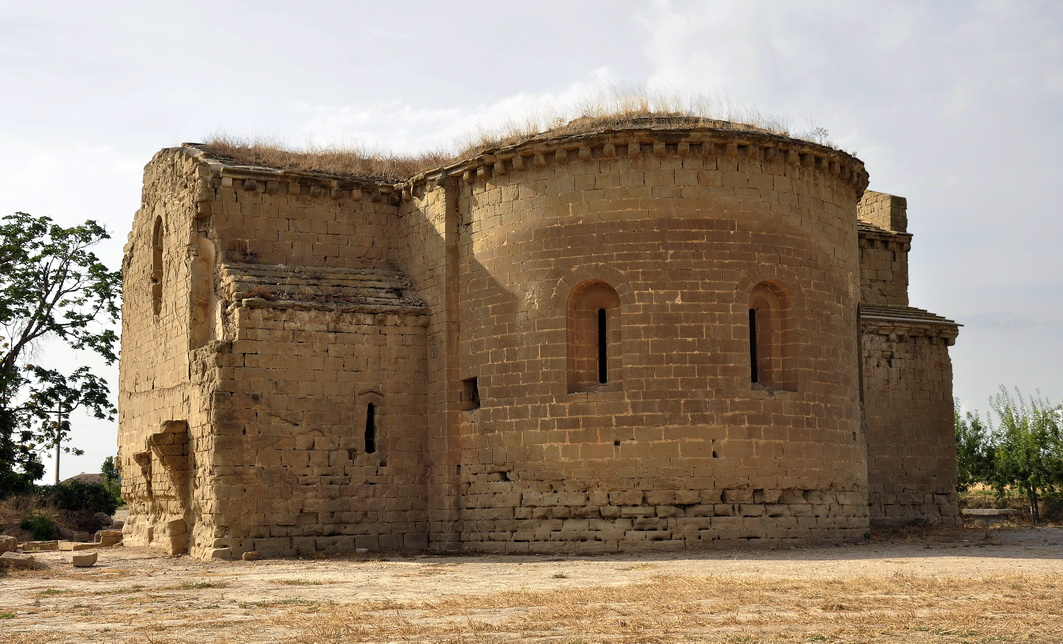
Abtei Les Franqueses, ehemalige Klosterkirche

Die Zisterzienserinnenabtei Les Franqueses war von 1186 bis 1474 ein Kloster der Zisterzienserinnen in Balaguer, Provinz Lleida in Katalonien.

## Geschichte
Graf Ermengol VIII. von Urgell und seine Mutter Dolça von Foix († 1210) stifteten 1186 südlich Balaguer am Fluss Segre das Nonnenkloster Santa Maria de les Franqueses, das 1452 die Abtei Vallverd übernahm, 1474 aber selbst geschlossen wurde. Der Besitz ging an die Abtei Poblet über, die dort ein Mönchspriorat einrichtete. Der Verkauf im Jahre 1700 an einen privaten Besitzer markierte das Ende des monastischen Lebens am Ort. Der heute noch stehende Teil der Klosterkirche (seit 2014 im Besitz der Stadt) ist mit einem bemerkenswerten Oculus (Rundfenster) geschmückt.